# Фабричный проезд
Фабри́чный прое́зд — проезд, расположенный в Северо-Западном административном округе города Москвы на территории района Южное Тушино.

## История
Проезд получил своё название 26 августа 1960 года по расположению вблизи Тушинской чулочной фабрики.

## Расположение
Фабричный проезд, являясь продолжением улицы Василия Петушкова, проходит на северо-запад, пересекает по мосту реку Сходню и проходит до Окружной улицы, за которой продолжается как Светлогорский проезд.

## Примечательные здания и сооружения
По нечётной стороне:
По чётной стороне:

## Транспорт

### Автобус
- 43: от улицы Василия Петушкова до Окружной улицы и обратно
- 88: от улицы Василия Петушкова до Окружной улицы и обратно
- 88к: от улицы Василия Петушкова до Окружной улицы и обратно
- 777: от улицы Василия Петушкова до Окружной улицы и обратно

### Железнодорожный транспорт
- Платформа Трикотажная Рижского направления Московской железной дороги — юго-западнее проезда, между Волоколамским шоссе и Трикотажным проездом